# Allium parvulum
Allium parvulum — вид рослин з родини амарилісових (Amaryllidaceae); поширений у Казахстані, Киргизстані.

## Опис
Трав'яниста багаторічна рослина. Цибулина товщиною 5–8 мм. Листків 3–4, завдовжки 10–15 см. Квіткова стеблина заввишки 10–20 см.

## Поширення
Поширений у Казахстані, Киргизстані. Населяє гравійні схили на нижніх схилах гір.

## Використання
Рослина, ймовірно, збирається з дикої природи для місцевого використання задля їжі.